# American Tower Corporation
American Tower Corporation (также American Tower или ATC) — американский инвестиционный фонд недвижимости, который владеет и управляет инфраструктурой беспроводной и широковещательной связи в нескольких странах мира. Штаб-квартира находится в Бостоне, штат Массачусетс. По состоянию на 31 декабря 2021 года компании принадлежало 199 330 сотовых вышек и других технических сооружений, в том числе 27494 — в США и Канаде, 74813 — в Азии, 29722 — в Европе, 21455 — в Африке и 45816 — в Латинской Америке.

## История
Компания была образована в 1995 году как подразделение «American Radio Systems». В 1998 году «American Radio Systems» объединилась с «CBS Corporation», и в результате выделения была основана «American Tower». Первым генеральным директором компании был Стивен Б. Додж, остававшийся в этой должности до 2004 года. Первое международное подразделение было открыто в 1998 году в Мексике, а год спустя — в Бразилии. В 2005 году «American Tower» приобрела компанию «SpectraSite Communications», расширив свой глобальный актив до более чем 22000 коммуникационных объектов, и укрепило позиции на рынке владельцев сотовых вышек в Северной Америке. 
В период с 2007 по 2012 год компания расширила свою деятельность на международном уровне, открыв представительства в Индии, Перу, Чили, Колумбии, Южной Африке, Гане и Уганде. В 2013 году «American Tower» приобрела компанию «Global Tower Partners», расширив своё присутствие в США, и выйдя на рынки Коста-Рики и Панамы. В 2021 году компания купила европейские и латиноамериканские подразделения «Telxius» у их материнской компании «Telefonica», включающие около 31000 коммуникационных объектов в Испании, Германии, Аргентине, Бразилии, Чили и Перу. В том же году «American Tower» приобрела «CoreSite», добавив в свои активы 27 центров обработки данных, и став одним из мировых лидеров в ускорение развертывания 5G.
В 2022 году компания заняла 375-е место в рейтинге Fortune 500.